# Akademik Triochnikov
L'Akademik Triochnikov est un navire océanographique polaire appartenant à l'Institut de l'Arctique et de l'Antarctique. Le navire porte le nom d'Alexeï Triochnikov, président de la Société russe de géographie depuis 1977.

## Histoire
Le navire a été construit sous ordre de l'État et réalisé sur le Chantier naval de l'Amirauté à  Saint-Pétersbourg. Le projet a été développé par le Centre national de recherches Krylov (en) et le Bureau Baltsoudoproïekt. Le lancement du navire a fait figure d'événement pour la science polaire russe, le dernier navire de recherche polaire ayant été mis en service 25 ans auparavant.
En octobre 2016, le navire a été utilisé pour tester le remorquage d'icebergs dans la mer de Kara. L'Akademik Triochnikov a été utilisé entre décembre 2016 et mars 2017 pour l'Expédition de circumnavigation antarctique (ACE) pendant l'été dans l'hémisphère Sud.

## Galerie

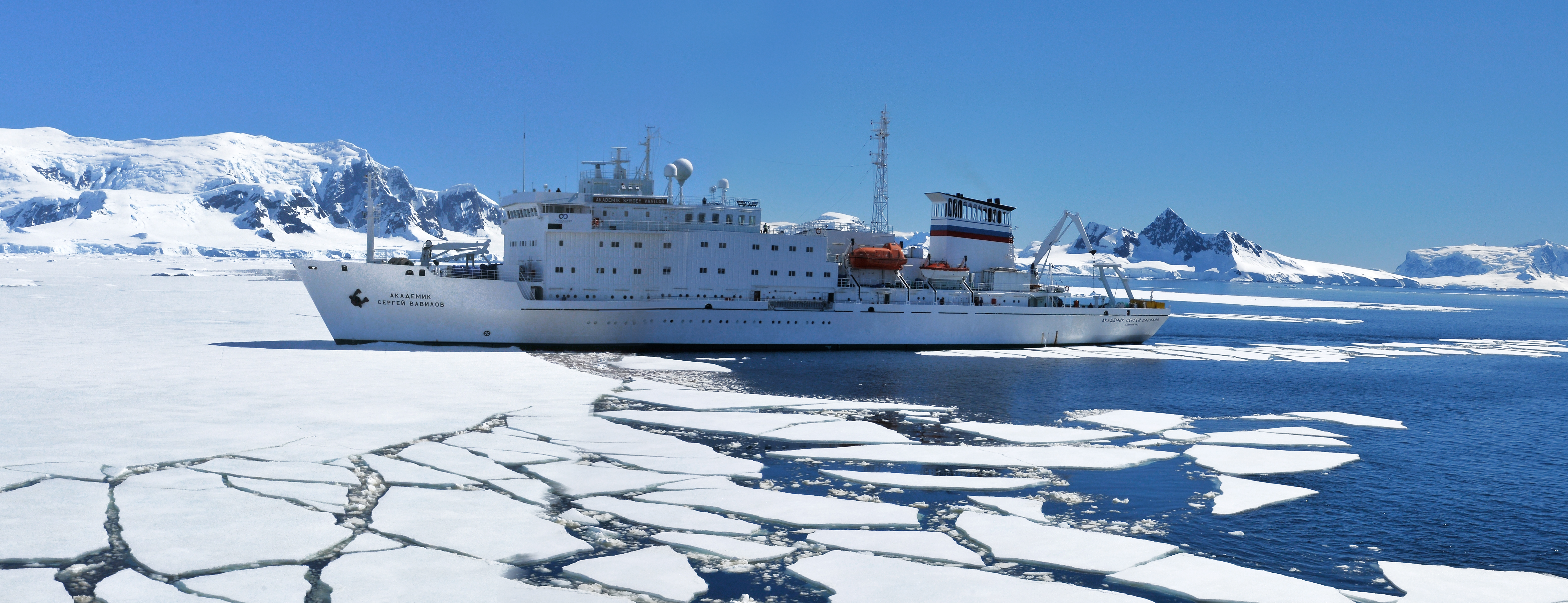
RV Akademik Sergueï Vavilov
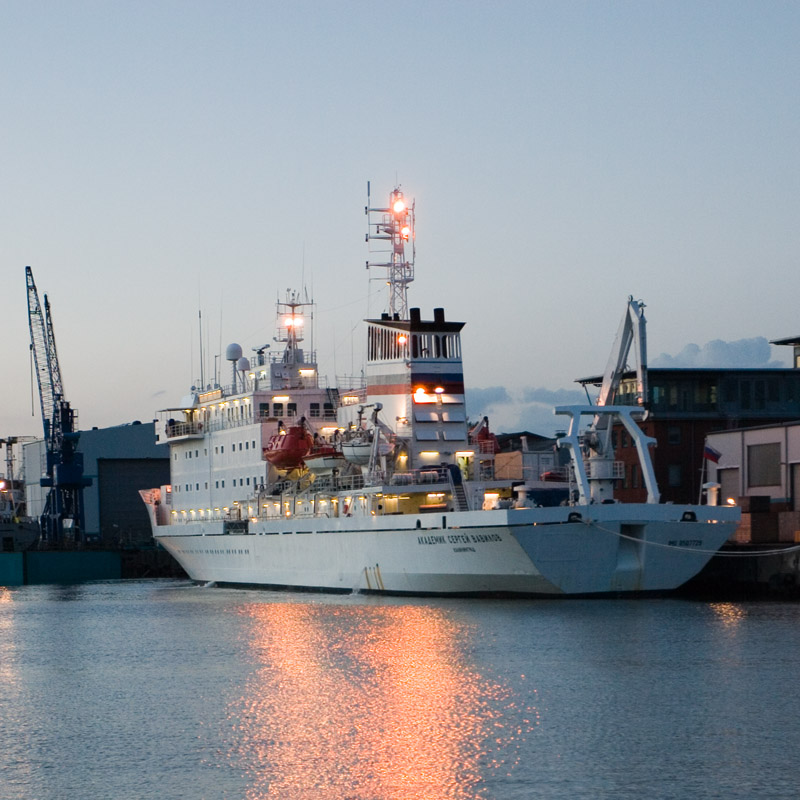
Akademik Sergueï Vavilov

### Note et référence
1. ↑  Remorquage d'icebergs
2. ↑  ACE- POLAR 2018

- (en) Cet article est partiellement ou en totalité issu de l’article de Wikipédia en anglais intitulé « Akademik Tryoshnikov » (voir la liste des auteurs).